# إنتي بيرو

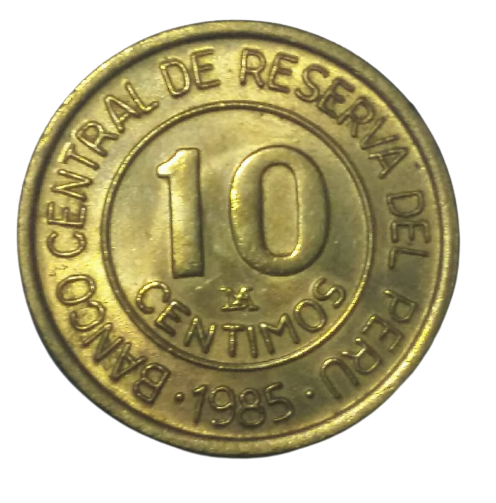
عملة 10 سنتيموس 1985

500 إنتيس مع صورة توباك أمارو الثاني.

كانت العملة المحلية هي الإنتي في البيرو بين عامي 1985 و1991. وكان رمزها ISO 4217 هو PEI وكان اختصارها I/. قُسم inti إلى 100 سنتيموس. حلت العملة المحلية محل العملة التي عانت من التضخم. سميت العملة الجديدة على اسم إنتي، إله الشمس عند الإنكا.

## تاريخ
طُرحت العملة المحلية "إنتي" في الأول من فبراير عام 1985، لتحل محل العملة المحلية "سول دي أورو" التي عانت من التضخم المرتفع. وكان الإنتي الواحد يعادل 1000 سول دي أورو. طُرحت العملات المعدنية المقومة بالوحدة الجديدة للتداول اعتبارًا من مايو 1985، وتبعتها الأوراق النقدية في يونيو من ذلك العام.
بحلول عام 1990، عانت البلاد نفسها من ارتفاع معدلات التضخم. كإجراء مؤقت، من يناير/كانون الثاني إلى يوليو/تموز 1991، أُستخدمت "inti millón" (I/m.) كوحدة حساب. كان واحد inti millón يساوي 1،000،000 intis وبالتالي يساوي واحد Sol جديد. أُعتمدت السول الجديد في الأول من يوليو عام 1991، ليحل محل الإنتي بسعر صرف مليون إلى واحد. وبالتالي: 1 سول جديد = 1,000,000 إنتيس = 1,000,000,000 سول من الذهب.
لم تعد الأوراق النقدية والعملات المعدنية من فئة Inti عملة قانونية في بيرو، ولا يمكن استبدالها بالأوراق النقدية والعملات المعدنية المقومة بالسول الجديد الحالي.

### إنتي مليون(I./.m.)
كان المليون إنتي وحدة نقدية أُعتمدت في 1 يناير 1991، بموجب المرسوم الأعلى رقم 326-90-EF المعتمد في 16 ديسمبر 1990. كانت هذه الوحدة سارية المفعول حتى 1 يوليو 1991. عُبر عن كل من الأسعار والسجلات المحاسبية بملايين من وحدات إنتي مع إزالة جميع الأصفار.
على سبيل المثال: أنا/. 12,453,734 = 1/م 12,45

## عملات معدنية
قُدمت العملات المعدنية في عام 1985 في فئات 1، 5، 10، 20، و50 سنتيموس (أُخذت التصميمات من العملات المعدنية السابقة من فئة 10، 50، 100، و500 سول دي أورو)، بالإضافة إلى 1 و5 إنتي. صُدرت عملة 1 سنتيمو فقط في عام 1985. صُدرت العملات المعدنية من فئة 5 سنتيمو حتى عام 1986. صُدرت جميع الفئات الأخرى حتى عام 1988. جميع العملات المعدنية تحمل صورة الأميرال البحري ميغيل جراو: عملات سنتية على الوجه الآخر، وعملات إنتي على الوجه الأمامي.

## الأوراق النقدية
في يونيو 1985، قُدمت الأوراق النقدية من فئات I/.10، وI/.50 (مأخوذة من أوراق نقدية سابقة من فئة 10,000 و50,000 سول دي أورو ) وI/.100، تلاها I/.500 في ديسمبر من نفس العام. وفي العام التالي، أضيفت أوراق نقدية من فئة 1000/1، ثم أضيفت أوراق نقدية من فئة 5000/1 و10000/1 في عام 1988. أُضيفت الأوراق النقدية من فئة 50,000 و100,000 في عام 1989. أُضيفت فئات بقيمة 0.500,000 في أوائل عام 1990، وأُضيفت فئات بقيمة 0.1,000,000 في منتصف عام 1990، وأُضيفت فئات بقيمة 0.5,000,000 إنتي في أغسطس 1990. تتميز الوجوه التالية:
- I/.10 - ريكاردو بالما، كاتب
- I/.50 - نيكولاس دي بيرولا، الرئيس، وزير المالية
- I/.100 - رامون كاستيلا، رئيس، مارشال الجيش
- 1/.500 - توباك أمارو الثاني، زعيم ثوري
- I/.1,000 - أندريس أفيلينو كاسيريس، رئيس المارشال
- 1/.5000 - ميغيل جراو، أميرال بحري
- 10,000 - سيزار فاليجو، كاتب
- I/.50,000 - فيكتور راؤول هايا دي لا توري، سياسي
- I/.100,000 - فرانسيسكو بولونيزي، عقيد بالجيش
- 1/500,000 - ريكاردو بالما، كاتب
- I/.1,000,000 - هيبوليتو أونانوي، طبيب، قومي
- I/.5,000,000 - أنطونيو ريموندي، عالم

صُنعت جميع الأوراق النقدية من قبل شركات أجنبية وطُلبت من قبل بنك الاحتياطي المركزي في بيرو. يظهر اسم المطابع على الجانب الخلفي من الورقة النقدية على الجانب الأيسر أو الجانب الأيمن من الزاوية السفلية للورقة النقدية. كانت آخر ورقة نقدية من فئة Inti هي ورقة نقدية بقيمة 5,000,000 Inti والتي صُدرت لأول مرة في عام 1990، ثم طُبعت نسخة ثانية (مع علامات مائية مغطاة) في يناير 1991. بحلول الأول من يوليو/تموز 1991، عندما طُرحت العملة الجديدة "السول"، سُحبت غالبية الأوراق النقدية. ظلت الأوراق النقدية من 10,000 إنتي (بقيمة 0.01 سول) إلى 5,000,000 إنتي (5,00 سول) قيد التداول حتى أُوقفت في عام 1992، خلال حكومة ألبرتو فوجيموري.

## روابط خارجية
- الأوراق النقدية في بيرو: كتالوج مفصل كامل